# Placosoma
Placosoma – rodzaj jaszczurek z rodziny okularkowatych (Gymnophthalmidae).

## Zasięg występowania
Rodzaj obejmuje gatunki występujące endemicznie w Brazylii. 

## Systematyka

### Etymologia
Placosoma: gr. πλαξ plax, πλακος plakos „płyta, powierzchnia płaska”; σωμα sōma, σωματος sōmatos „ciało”.

### Podział systematyczny
Do rodzaju należą następujące gatunki: 
- Placosoma cipoense
- Placosoma cordylinum
- Placosoma glabellum
- Placosoma limaverdorum